# Wannig
Wannig är ett berg i Österrike.   Det ligger i distriktet Imst och förbundslandet Tyrolen, i den västra delen av landet, 400 km väster om huvudstaden Wien. Toppen på Wannig är 2 493 meter över havet, eller 886 meter över den omgivande terrängen. Bredden vid basen är 4,7 km. Wannig ingår i Mieminger Gebirge.
Terrängen runt Wannig är huvudsakligen bergig, men åt sydost är den kuperad. Närmaste större samhälle är Telfs, 15,8 km öster om Wannig. 
I omgivningarna runt Wannig växer i huvudsak barrskog. Runt Wannig är det ganska glesbefolkat, med 35 invånare per kvadratkilometer.